# Saltos ornamentais na Universíada de Verão de 1991

## Quadro de medalhas
| Ordem | País                | Medalha de ouro | Medalha de prata | Medalha de bronze |    |
| ----- | ------------------- | --------------- | ---------------- | ----------------- | -- |
| 1     | CHN China           | 7               | 1                | 4                 | 12 |
| 2     | PRK Coreia do Norte | 1               |                  | 1                 | 2  |
| 3     | USA Estados Unidos  |                 | 2                | 1                 | 3  |
| 4     | GER Alemanha        |                 | 2                |                   | 2  |
| 5     | CAN Canadá          |                 | 1                | 1                 | 2  |
| 6     | AUS Austrália       |                 | 1                |                   | 1  |
| 7     | MEX México          |                 | 1                |                   | 1  |